# Marki Bey
Marki Bey (* 1. März 1947 in Philadelphia, Pennsylvania als Marqueeta Bey) ist eine US-amerikanische Schauspielerin.

## Karriere
Bey hatte 1970 in der Filmkomödie Der Hausbesitzer ihre erste Filmrolle. Bis 1974 wirkte sie in nur fünf Spielfilmen mit. Die Tragödie Class of '74 (1972) sowie der Blaxploitation-Horrorfilm Die schwarzen Zombies von Sugar Hill (1974), in welchem sie die selbstbewusste und schöne Titelheldin Sugar Hill verkörpert, zählen zu ihren bekanntesten Filmrollen. 
Nach ihrer Filmkarriere wirkte sie in populären Fernsehsendungen wie Drei Engel für Charlie oder Bronk mit. In der Fernsehsendung Starsky & Hutch hatte sie von 1977 bis 1979 die wiederkehrende Rolle der Minnie Kaplan. Ihren letzten Auftritt hatte sie 1979 in Trapper John, M.D., danach zog sie sich ins Privatleben zurück. Marki Bey ist seit 1974 mit dem Schauspieler Don Fenwick verheiratet.

## Filmografie
Kino
- 1970: Der Hausbesitzer (The Landlord)
- 1972: Class of '74
- 1973: The Roommates
- 1974: Die schwarzen Zombies von Sugar Hill (Sugar Hill)
- 1974: Hangup

Fernsehen
- 1975: The Rookies
- 1977: Baretta
- 1977: Bronk
- 1977: Die Zwei mit dem Dreh (Switch)
- 1977: Drei Engel für Charlie (Charlie’s Angels)
- 1977–1979: Starsky und Hutch (Starsky and Hutch)
- 1979: Trapper John, M.D.